# Luizinho e Limeira
Luizinho & Limeira são uma dupla de cantores de música sertaneja do Brasil, formada por Luís Raymundo, o Luizinho (São Paulo, 1916 — São Paulo, 19 de maio de 1983) e Waldemar Castellar de Franceschi, o Limeira (Santa Adélia, 1919 — dezembro de 1988). Em meados dos anos 50, a dupla se separou, mas Luizinho convidou seu irmão, Ivo Raymundo (São Paulo, 30 de agosto de 1924 — Sorocaba, 10 de janeiro de 2010), para ser o "novo Limeira" e a acordeonista Carmela Bonano (São Paulo, 16 de janeiro de 1928 — São Paulo, 11 de maio de 2002), fazendo com que a dupla virasse um trio, que recebeu o nome de Luizinho, Limeira e Zezinha.
Muito populares na década de 1950, um de seus grandes sucessos foi a canção "Menino da porteira" (de autoria de Teddy Vieira e Luisinho), que se tornaria um clássico da música caipira brasileira. Outras de suas canções conhecidas são "Valsa do amor" (José Fortuna e Limeira), "A valsa dos roceiros" (Arlindo Pinto e Luisinho), "Rancheira do meu pai" (Luisinho e Limeira), "Resposta do menino da porteira" (Teddy Vieira e Luisinho), Três vidas perdidas (Coqueiro e Dorival Teixeira), "Pedro feio" (Dante Vanuchi e Luisinho), "Pretinho aleijado" (Teddy Vieira e Laureano) e "Querência amada" (Anacleto Rosas Jr. e Luisinho).